# 平坊满族乡
平坊满族乡，是中华人民共和国河北省承德市滦平县下辖的一个乡镇级行政单位。

## 行政区划
平坊满族乡下辖以下地区：
平坊村、东山村、马圈子村、于营村、黄木沟村、偏岭村、路营村和十八盘村。